# Університет Корьо
Університет Корьо (кор. 고려대학교, 高麗大學校, Goryeo Daehakgyo, Koryŏ Taehakkyo) — престижний приватний університет, розташований у Сеулі, Південна Корея. Є одним з університетів SKY (Сеульський національний університет, Корьо, Йонсе), що вважаються трьома найкращими вишами країни. Університет Корьо було засновано 1905 року в районі Сусон, а 1934 він переїхав до Анамдона.
Університет Корьо є світським багатопрофільним дослідницьким закладом. Він включає 17 коледжів і шкіл, в яких навчання здійснюється за 59 напрямками та програмами. У рейтингу QS World University Rankings 2010 року він посідав 191 позицію серед найкращих світових закладів вищої освіти.
Університет Корьо був першим у країні вишем, що запропонував курси з таких дисциплін, як право, економіка та журналістика. До його складу також входять додаткові освітні заклади, такі як Інститут вивчення іноземних мов, Інститут додаткової освіти, Інститут внутрішньої освіти, Центр викладання та навчання. Разом до складу університету входять 115 дослідницьких закладів.
Конкурс на вступ до Корьо дуже високий, рішення про зарахування абітурієнта приймається на підставі його підготовки та балу на загальнодержавному тестуванні. 2010 року було подано 75 009 заявок на вступ, а зараховано лише 4 586 (6,05 %) студентів. В університеті навчаються майже 25 000 студентів, з них близько 18 000 на програмах бакалаврату й 6 000 — у магістратурі. На повну ставку в університеті працюють понад 1 400 викладачів. Членами асоціації випускників Корьо є понад 280 000 осіб.

## Коледжі та школи
| - Школа права - Бізнес-школа - Коледж гуманітарних наук - Коледж наук про життя та біотехнологій - Коледж політології та економіки - Коледж точних наук - Інженерний коледж - Медичний коледж |  | - Педагогічний коледж - Коледж медсестринства - Коледж інформатики - Коледж охорони здоров'я - Коледж мистецтва та дизайну - Підрозділ міжнародного навчання - Школа медіа та комунікацій - Школа приладобудування - Школа міждисциплінних досліджень |

## Дослідницькі інститути
- Лабораторія Баттельського меморіального інституту
- Центр технологій інформаційної безпеки
- Центр молекулярної спектроскопії та динаміки Інституту фундаментальних наук
- Ільмінський інститут міжнародних відносин
- Інститут біотехнологій
- Центр корейської мови та культури
- Дослідницький інститут інформаційних і комунікаційних технологій
- Дослідницький інститут кореєзнавства